# فنتازيا عليا

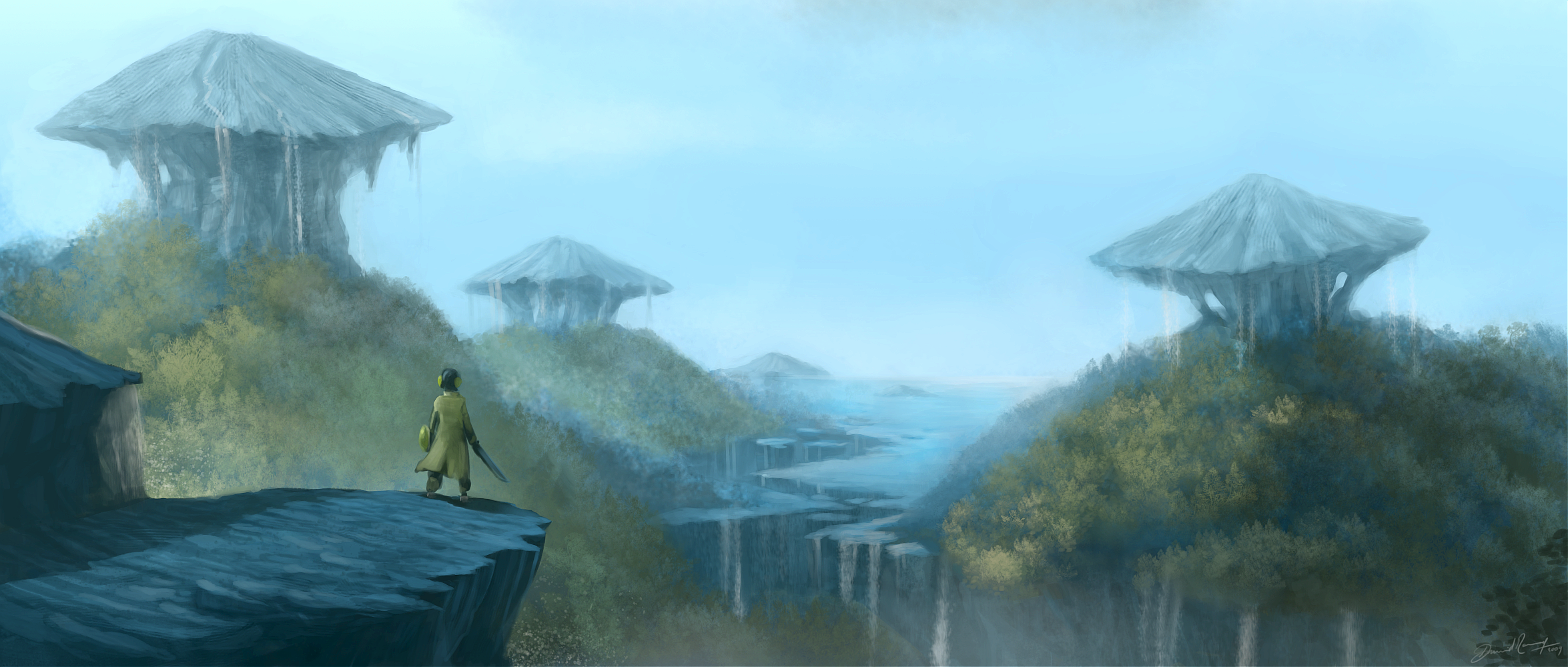

فنتازيا عُليا أو الفنتازيا الملحميّة (بالإنجليزية: High fantasy)‏ هو نوع فنّي مُتفرّع من الفنتازيا. يتم تحديد هذا النوع عن طريق الطبيعة الملحميّة والبيئة التي تقع أحداث القصّة فيها، بالإضافة للشخصيات أو المواضيع أو الحبكة الفنيّة.

## ميزات
تقع أحدث الفنتازيا الملحمية عادةً في عالم خياليّ أو موازي بدلاً من العالم الحقيقي. وعادةً ما تختلف قوانين ذلك العالم الفنتازي عن قوانين العالم الحقيقي. على النقيض من ذلك، فإن الفنتازيا الدنيا تختلف عن الملحمية في كونِ القصّة تقع في العالم الحقيقي أو عالم خيالي عقلاني ومألوف، مع إدراج العناصر السحرية.
تُعتبر روايات ويليام موريس كـ البئر في نهاية العالم التي تدور أحداثها في عالم خيالي من العصور الوسطى، تُعتَبر في بعض الأحيان أمثلة على أولى أدبيات هذا النوع الفني. وتُعتبر أعمال جون ر. تولكين ولا سيما ثلاثية سيد الخواتم أعمالاً نموذجية للفنتازيا الملحمية.
تُروى القصة عادةً من منظور الشخصيّة الرئيسية، وقد يكون شخصاً واحداً أو عدة شخصيات رئيسية. تدور القصة حول تراثه أو طبيعته الغامضة، يتمتع البطل عادةً بقوة غير طبيعية كقدرته السحرية أو قواه الخفية ويكون من بيئة سيئة يتيم الأبوين ذي حياة بائسة، تبدأ القصة عادة في شبابه على الرغم أو عند وصوله للنضج الكافي مُتمتعاً بشخصية وروح فريدة من نوعها. في العديد من القصص، يوجد معلم أو مُرشِد للبطل. هذه الشخصية غالبًا ما تكون ساحرًا أو محاربًا قوياً، يوفر للشخصية الرئيسية النصيحة والمساعدة والدعم.